# Paderno del Grappa
Paderno del Grappa település Olaszországban, Veneto régióban, Treviso megyében. Lakosainak száma 2195 fő (2018. január 1.). Paderno del Grappa Asolo, Castelcucco, Cismon del Grappa, Crespano del Grappa, Possagno, Alano di Piave, Fonte és Seren del Grappa községekkel határos.

## Népesség
A település népességének változása:

| 2017 | 2 181 |
| 2018 | 2 195 |